# Феррери, Карло Винченцо
Карло Винченцо Мария Феррери Таон (итал. Carlo Vincenzo Maria Ferrero Thaon; 20 мая 1697, Ницца, герцогство Савойское — 9 декабря 1742, Верчелли, Сардинское королевство) — итальянский кардинал, доминиканец. Епископ Алессандрии с 30 июля 1727 по 23 декабря 1729. Епископ Верчелли с 12 июля 1729 по 9 декабря 1742. Кардинал-священник с 6 июля 1729, с титулом церкви Санта-Мария-ин-Виа с 23 ноября 1729 по 9 декабря 1742.